# Equipe mexicana na Copa Davis
A equipe mexicana na Copa Davis representa o México na Copa Davis, principal competição de tênis masculina por equipes do mundo. É administrada pela Federación Mexicana de Tenis.